# Etiópia címere

Etiópia címere

Etiópia címere egy kék korong, amelyen egy ötágú sárga csillag látható, az egyes ágak között egy-egy napsugárral. A jelkép az ország tartományait szimbolizálja („a nemzet, nemzetiségek és a népek világos jövőjének jelképe közös akaratukban egyesülve”). A jelkép megtalálható a nemzeti zászlón is, melyet 1996. február 6. óta használnak.